# Branchiobdella parasita
Branchiobdella parasita är en ringmaskart som beskrevs av Henle 1835. Branchiobdella parasita ingår i släktet Branchiobdella, och familjen kräftmaskar. Arten är reproducerande i Sverige.